# Upper Achama
Upper Achama est l'un des villages de la commune de Widikum-Boffe, département de la Momo de la région du Nord-Ouest du Cameroun.

## Population
Au dernier recensement de 2005, le village comptait 414 habitants, dont 199 hommes et 215 femmes. 